# Antoine Regembal
Antoine Regembal est un homme politique français né le 27 septembre 1795 à Bourg-en-Bresse (Ain) et mort le 15 février 1853 à Bourg-en-Bresse.

## Biographie
Tailleur de pierre et sculpteur, il est un opposant à la Monarchie de Juillet. Il est député de l'Ain de 1848 à 1849.

## Sources
- « Antoine Regembal », dans Adolphe Robert et Gaston Cougny, Dictionnaire des parlementaires français, Edgar Bourloton, 1889-1891 [détail de l’édition]